# Nychiodes disjuncta
Nychiodes disjuncta là một loài bướm đêm trong họ Geometridae.